# 里奇維爾 (密蘇里州霍爾特縣)
里奇維爾（英語：Richville）是位於美國密蘇里州霍爾特縣的非建制地區。

## 歷史
里奇維爾的郵局於1856年設立，其後於1858年停運。

## 地理
里奇維爾所處的海拔為高於海平面315米（即1034英呎），而該地所採用的時區為UTC-6，即北美中部時區（CST）。同時該地設有夏令時間，為UTC-6調快一小時，即UTC-5（CDT）。